# Saint-Bonnet-de-Joux
Saint-Bonnet-de-Joux – miejscowość i gmina we Francji, w regionie Burgundia-Franche-Comté, w departamencie Saona i Loara. Nazwa miejscowości pochodzi od imienia św. Boneta.
Według danych na rok 1990 gminę zamieszkiwało 845 osób, a gęstość zaludnienia wynosiła 29 osób/km² (wśród 2044 gmin Burgundii Saint-Bonnet-de-Joux plasuje się na 276. miejscu pod względem liczby ludności, natomiast pod względem powierzchni na miejscu 192.).